# Machias (condado de Cattaraugus)
Machias es un lugar designado por el censo ubicado en el condado de Cattaraugus en el estado estadounidense de Nueva York. En el año 2010 tenía una población de 471 habitantes.

## Geografía
Machias se encuentra ubicado en las coordenadas 42°24′49.04″N 78°29′13.39″O / 42.4136222, -78.4870528.